# 독수리 전선
"독수리 전선"은 한국에서 제작된 고영남 감독의 1976년 영화이다. 하명중 등이 주연으로 출연하였고 박종찬 등이 제작에 참여하였다.

## 출연

### 주연
- 하명중
- 남궁원
- 문오장

## 기타
- 원작자: 오재호